# Tabas
Tabas of Tabas-e-Golshan (betekenis: stad met veel bloemen in een woestijn) is een in de woestijn gelegen stad en grote oase in de provincie Khorāsān-e Janūbī in Iran.
Op 16 september 1978 vond er in de stad een aardbeving plaats met een kracht tussen 7,5 en 7,9 op de schaal van Richter. Ruim 15.000 mensen lieten het leven.
Op 24 en 25 april 1980 vond er bij Tabas de mislukte Operatie Eagle Claw plaats. Er werd gepoogd om Amerikaanse gijzelaars te bevrijden die tijdens de Iraanse gijzelingscrisis sinds november 1979 gegijzeld werden in de voormalige Amerikaanse ambassade in Teheran.